# Xestoleptura rufiventris
Xestoleptura rufiventris là một loài bọ cánh cứng trong họ Cerambycidae.